# Sony Xperia Z
Sony Xperia Z este un smartphone Android touchscreen, dezvoltat de Sony.
A fost lansat pe 9 februarie 2013 în Japonia și 1 martie 2013 în Singapore și Regatul Unit.
Succesorul său, Sony Xperia Z1, a fost lansat pe 20 septembrie 2013.